# Széles Anna

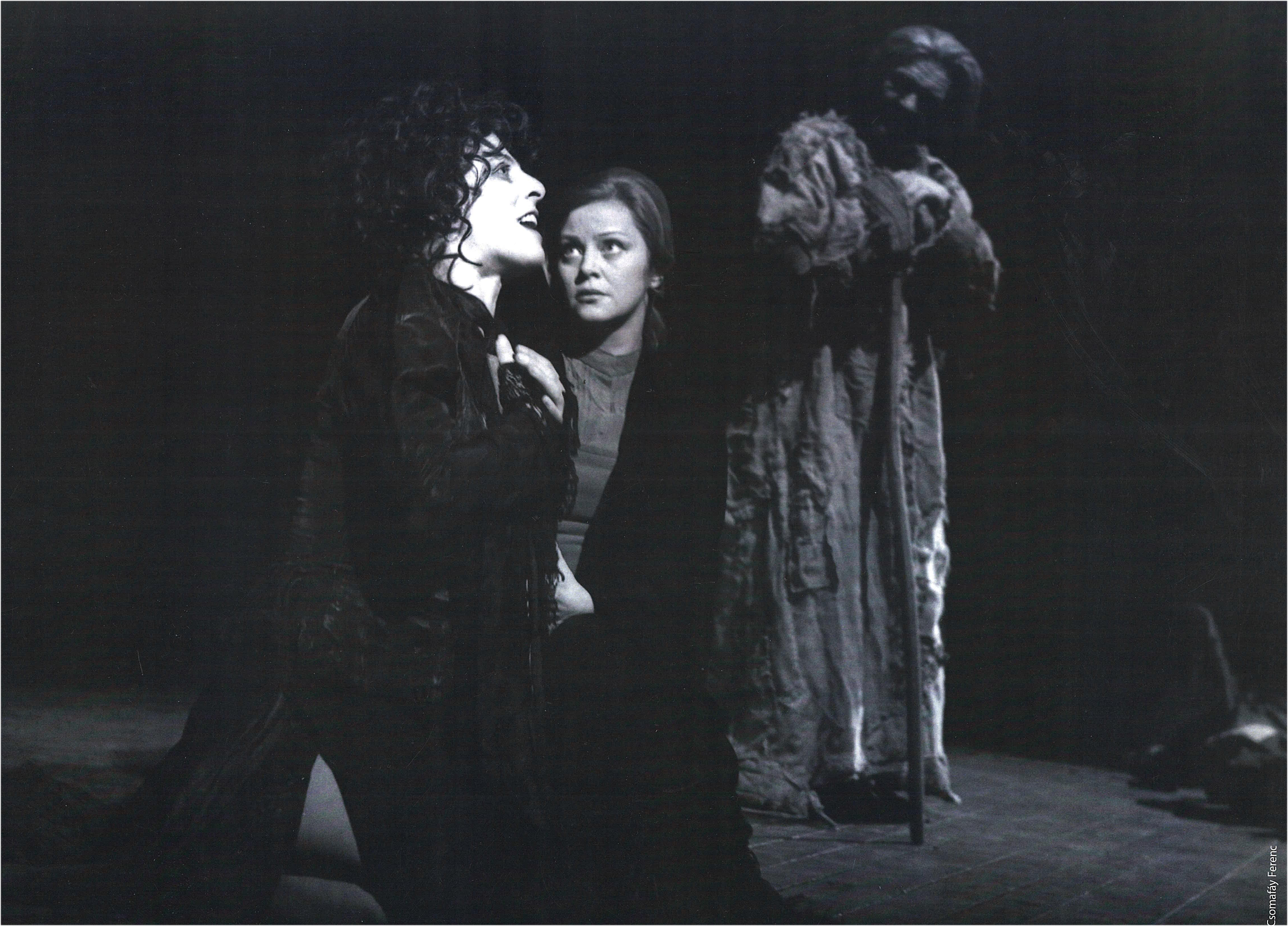
A Harag György-rendezte Éjjeli menedékhelyben Kolozsváron

Széles Anna (Nagyvárad, 1942. augusztus 24. –) romániai magyar színésznő.

## Életpálya
Alapiskoláit Nagyváradon végezte, Tanulmányi ideje alatt balett táncot és zongorázást tanult. 1960-ban középiskolai záróvizsgát tett. Hamar rájött arra, hogy szeret szerepelni, jól érzi magát a szinpadon. A marosvásárhelyi főiskolára történő első felvételije nem sikerült – indoklás: túl törékeny a kihívásokkal szemben. Fizikai munkásként helyezkedett el, hogy megerősödjön. 1961-ben sikeres felvételivel a marosvásárhelyi Színművészeti Főiskola növendéke lett. A főiskola második évétől Bukarestben filmezett, filmszerepekben játszott. 1965-ben a főiskolai diploma megszerzését követően  a Kolozsvári Állami Magyar Színházhoz került. 1989-ig a színház tagja volt. Első szerepeként  Thornton Wilder: A mi kis városunk című darabjában Emilyt játszotta.
Magyarországra Markos Miklós jóvoltából került. A rendező egy román adásban látta, majd közvetlenül megtekintette a magyar nyelvű színésznő szakmai munkáját. Első magyarországi filmjében, a Pokolrév címűben, amely a Tanácsköztársaságról szólt Kozák András főszereplése mellett Páger Antal játszotta a professzort. Az 1970-es évek elején az idősebb korosztályból együtt játszott Dajka Margit, Bulla Elma, Sulyok Mária, Páger Antal művészekkel. A középkorosztályból Koncz Gábor, Kozák András, Madaras József, Venczel Vera, Bujtor István, Szirtes Ádám voltak színésztársai.
1975-ben Florin Piersic művésszel házasodott össze, akitől megszületett Daniel nevű fia. Válásukat – melyre 10 évvel házasságkötésük után került sor –  követően 1989-ben fiával együtt Magyarországra települt. A Thália Színház társulatának lett a tagja.

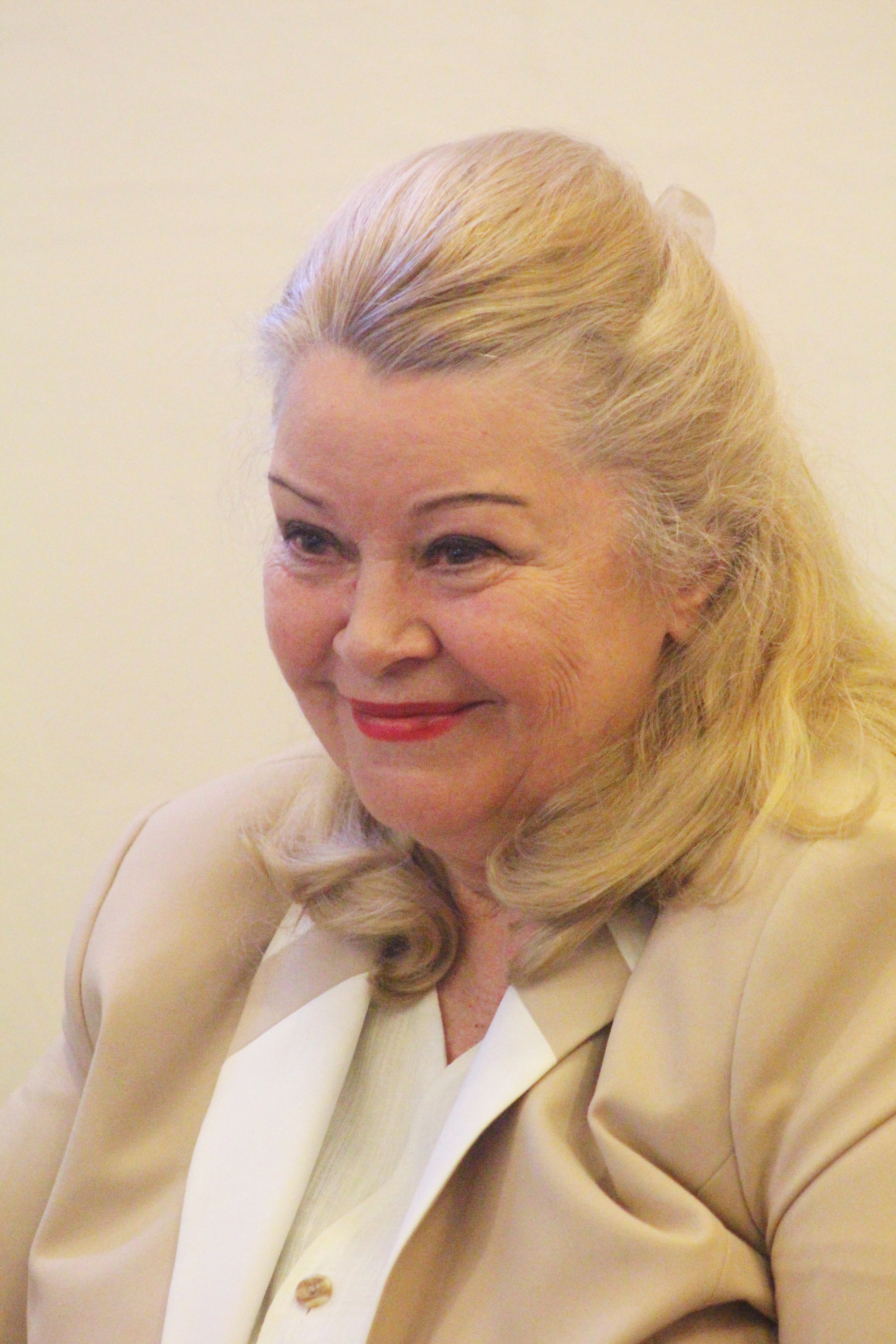
Horváth László felvétele 2017

## Filmszerepei
- 1963 – La vârsta dragostei - A szerelem korában (fekete/fehér, román vígjáték, ) – színész
- 1964 – Tengerparti vakáció (színes, szélesvásznú román film) – főszereplő
- 1964 – Akasztottak erdeje I.-II. (Pădurea spânzuratilor; fekete/fehér, román filmdráma) – színész. Liviu Ciulei rendezte. Mamaián megnyerte a legjobb női alakítás díját. A román filmezés egyik mai napig is érvényes, meghatározó alkotása, a cannes-i fesztivál nagydíjas filmje.
- 1966 – Fantomele se grăbesc - Szellemek rohangálnak (fekete/fehér, román vígjáték)  – színész
- 1966 – Meandre (fekete/fehér, román film) – színész
- 1966 – Zodia Fecioarei - Szűz jegy (fekete/fehér, román film) – színész
- 1967 – Fetița cu chibrituri - A lány a gyufával (román rövidfilm) – színész
- 1968 – Balul de sîmbătă seara - Szombat esti bál (fekete/fehér, román vígjáték) – színész
- 1968 – Tinerețe fără bătrânețe - Ifjúság öregség nélkül (színes, román fantasztikus film) – színész
- 1968 – Vin cicliștii - Jönnek a kerékpárosok (színes, román vígjáték) – színész
- 1970 – Égi bárány (színes, magyar filmdráma) – (Maria) színész. Jancsó Miklós rendezte. Érdekesség, hogy forgatókönyv nélkül kellett eljátszania negatív szerepét.
- 1970 – Szép magyar komédia (színes, magyar filmdráma)  – (Krisztina) színész
- 1971 – Rózsa Sándor – Som Mari
- 1973 – Irgalom (Kertész Ágnes) – színész
- 1974 - De bună voie și nesilit de nimeni, magyar címe Minden kényszer nélkül 1974-ben került bemutatásra Széles Annával és Fábián Ferenccel a főbb szerepekben, Maria Callas-Dinescu rendezésében.
- 1976 – a Lúdas Matyi (magyar film) – színész. A filmet Egerben forgatták, főszereplő Koncz Gábor.
- 1992 – Az álommenedzser – színész
- 1993 – Ábel a rengetegben  (színes, magyar játékfilm) – Ábel édesanyja
- 2009 – És a nyolcadik napon (színes, magyar tévéfilm) – színész

### Tévéfilmek
- 1971 - Egy éj az Arany Bogárban
- 1973 –  Irgalom (fekete/fehér, magyar tévéfilm sorozat) – színész. A 6 részes tévé-sorozatban Törőcsik Mari volt az édesanyja, Mensáros László az apja. A sorozatban a magyar színjátszás krémje szerepelt, Váradi Héditől kezdve Zenthe Ferencig.
- 1991 –  Julianus barát (színes, magyar-olasz történelmi tévéfilm film) – színész
- 1992 –  Az álommenedzser (színes, magyar tévé-játékfilm) – színész
- 2003 – Káprázatok káoszában (színes, magyar tévé-dokumentumfilm) – színész
- 2003 – Szeress most!  (színes, magyar tévé-filmsorozat) – színész. A sorozatban Hárs Bori nénit személyesítette meg.
- 2009 – És a nyolcadik napon (színes, magyar tévéfilm) – színész

## Díjai, elismerései
- 2000. november 9-től a kolozsvári Állami Magyar Színház Örökös Tagja.
- 2014 − Bessenyei Ferenc Művészeti Díj[1]